# Oorlogsmonument Sint-Amandsberg
Het oorlogsmonument Sint-Amandsberg herdenkt de inwoners van Sint-Amandsberg, een deelgemeente van Gent, die zijn omgekomen of vermist tijdens de Eerste Wereldoorlog. Het monument bevindt zich op het plein rechtover het oude gemeentehuis.
Het monument bestaat uit een arduinen zeskantige zuilen voetstuk dat omgeven wordt door drie grote beelden, welke een soldaat, een opgeëiste en een burger voorstellen. Elk beeld kijkt uit op een andere straat. Hiertussen staan de namen van de gesneuvelden en de oorlogsslachtoffers opgesomd. De bronzen vrouwenfiguur die met beide handen gestrekt een zwaard, een lauwerkrans en een palmtak boven haar hoofd houdt in een cirkelvormig bloemenperk, staat symbool voor de vrijheid en overwinning.
De beeldhouwer van dit monument was de Belgische beeldhouwer Aloïs De Beule (1861-1935), die bekend staat als de kunstenaar van een tal van monumenten en heiligenbeelden in België. Hij ligt begraven op het Campo Santo, een 200 meter van het oorlogsmonument Sint-Amandsberg.
Sinds 24 november 2011 is dit monument aangeduid als beschermd monument wegens de artistieke, historische en sociaal-culturele waarde.

## Sint-Amandsberg tijdens de Eerste Wereldoorlog
Op 4 augustus 1914 viel het Duits leger België binnen en bezette de stad Gent op 12 oktober 1914.
In de nacht van 6 juni op 7 juni 1915 werd de Duitse zeppelin LZ 37 neergehaald door de Britse piloot Reginald Warneford en stortte neer op het gemeenteplein van Sint-Amandsberg. Hierbij kwamen acht van de negen bemanningsleden om. Een deel van de LZ 37 kwam terecht op het klooster van het Onze-Lieve-Vrouw Visitatie en kostte het leven aan zuster Elisa en de negenjarige Odile Maes.

## Fotogalerij

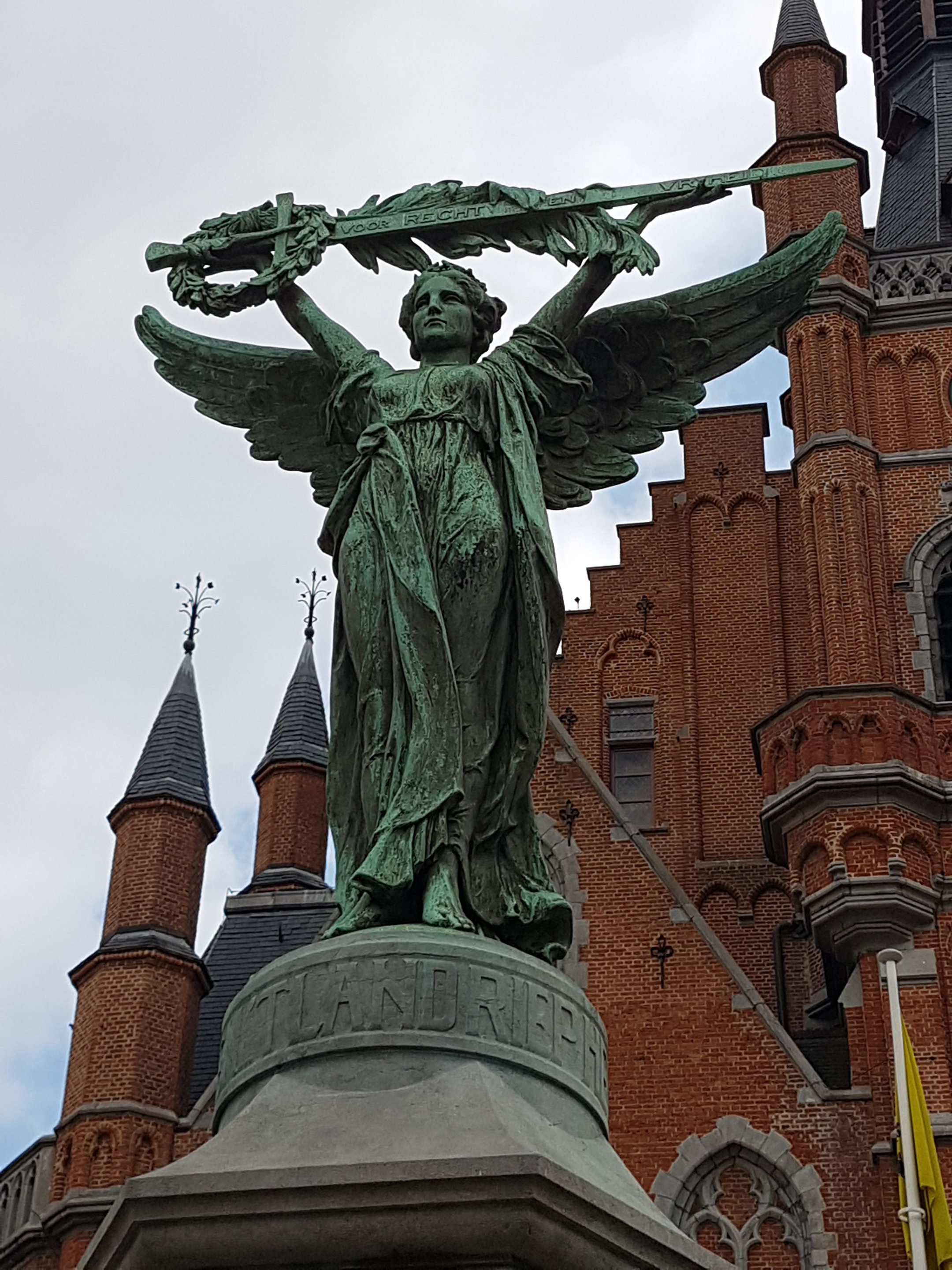
Vrouwenfiguur als symbool voor vrijheid en overwinning
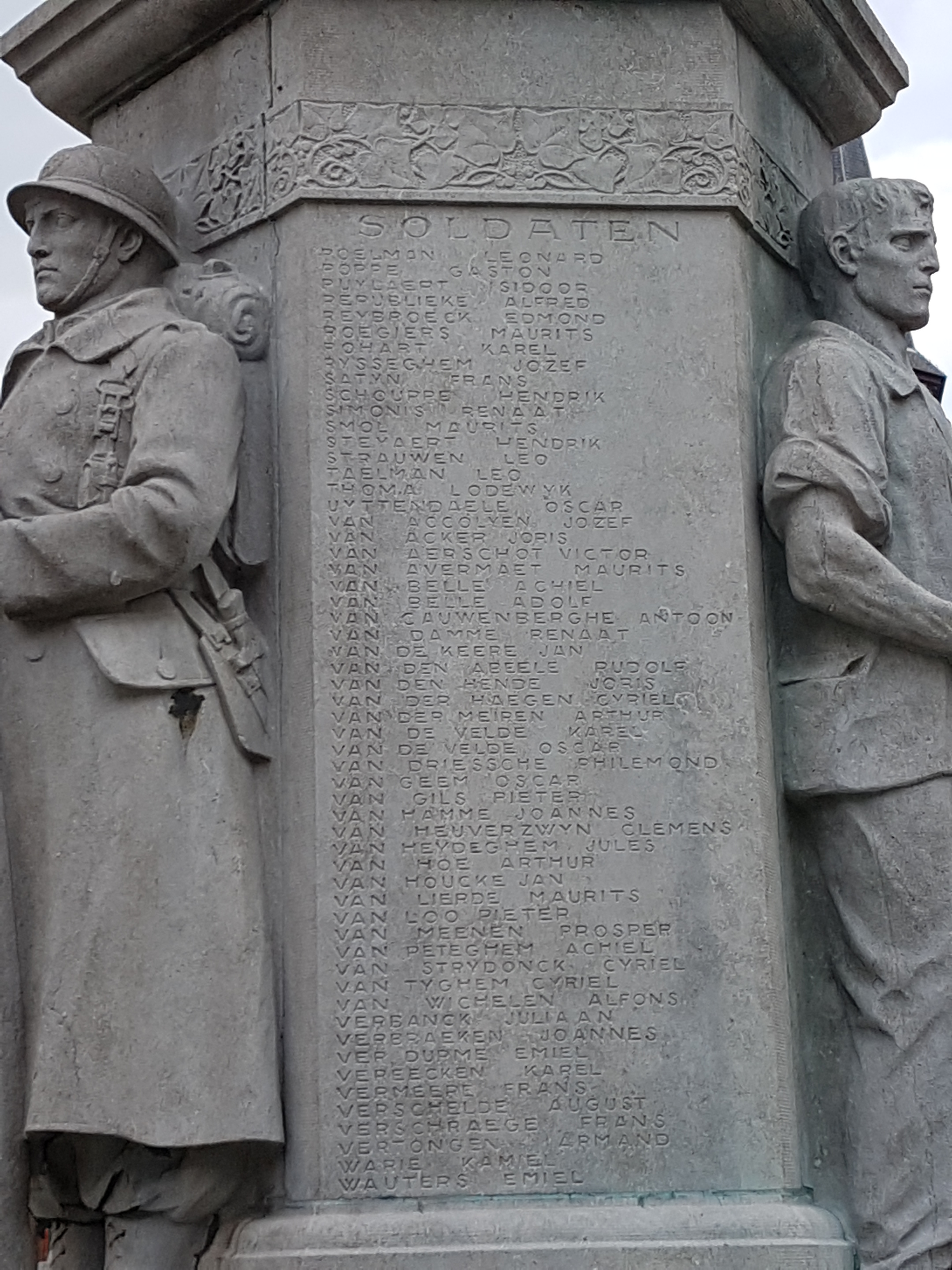
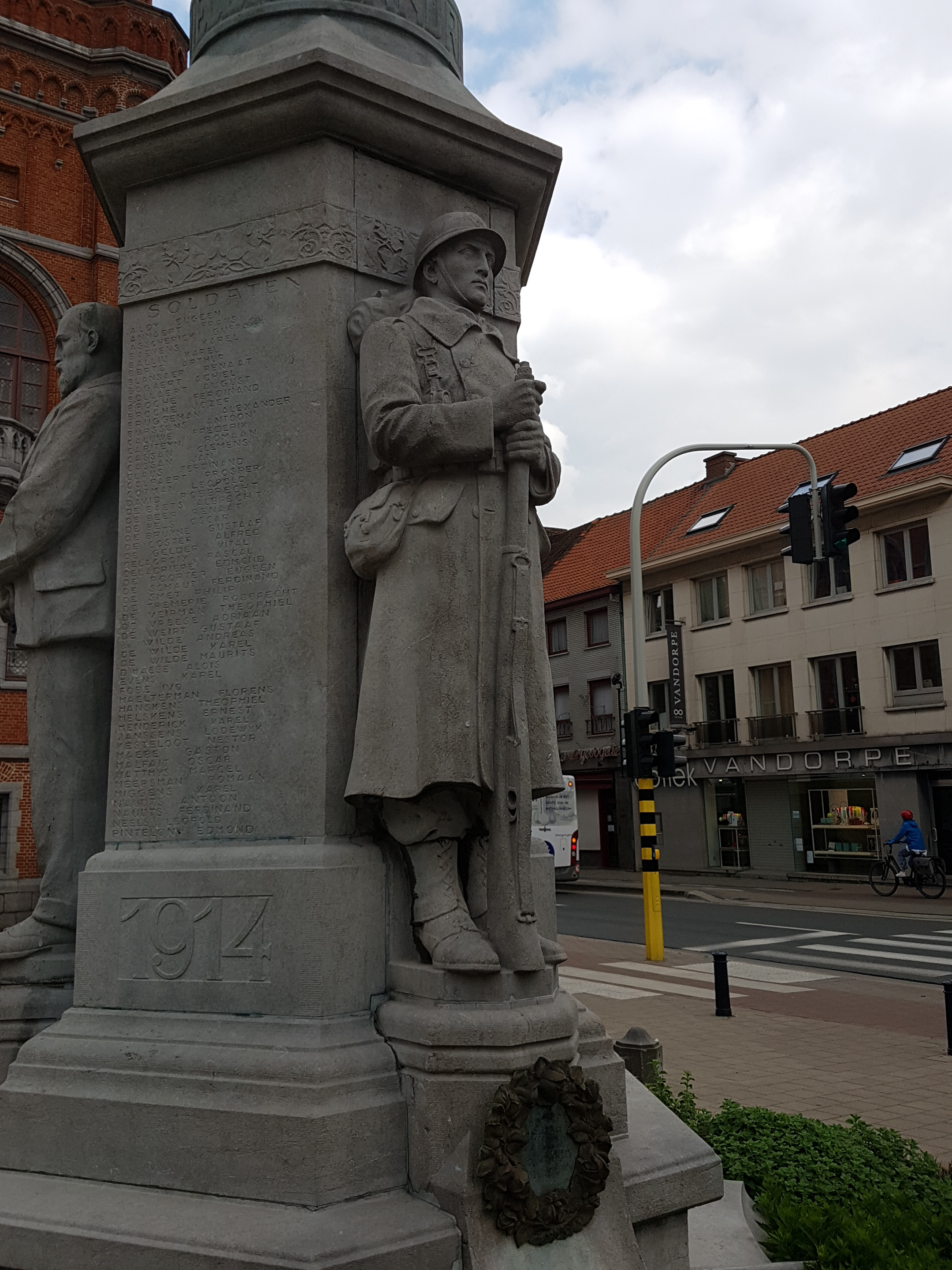
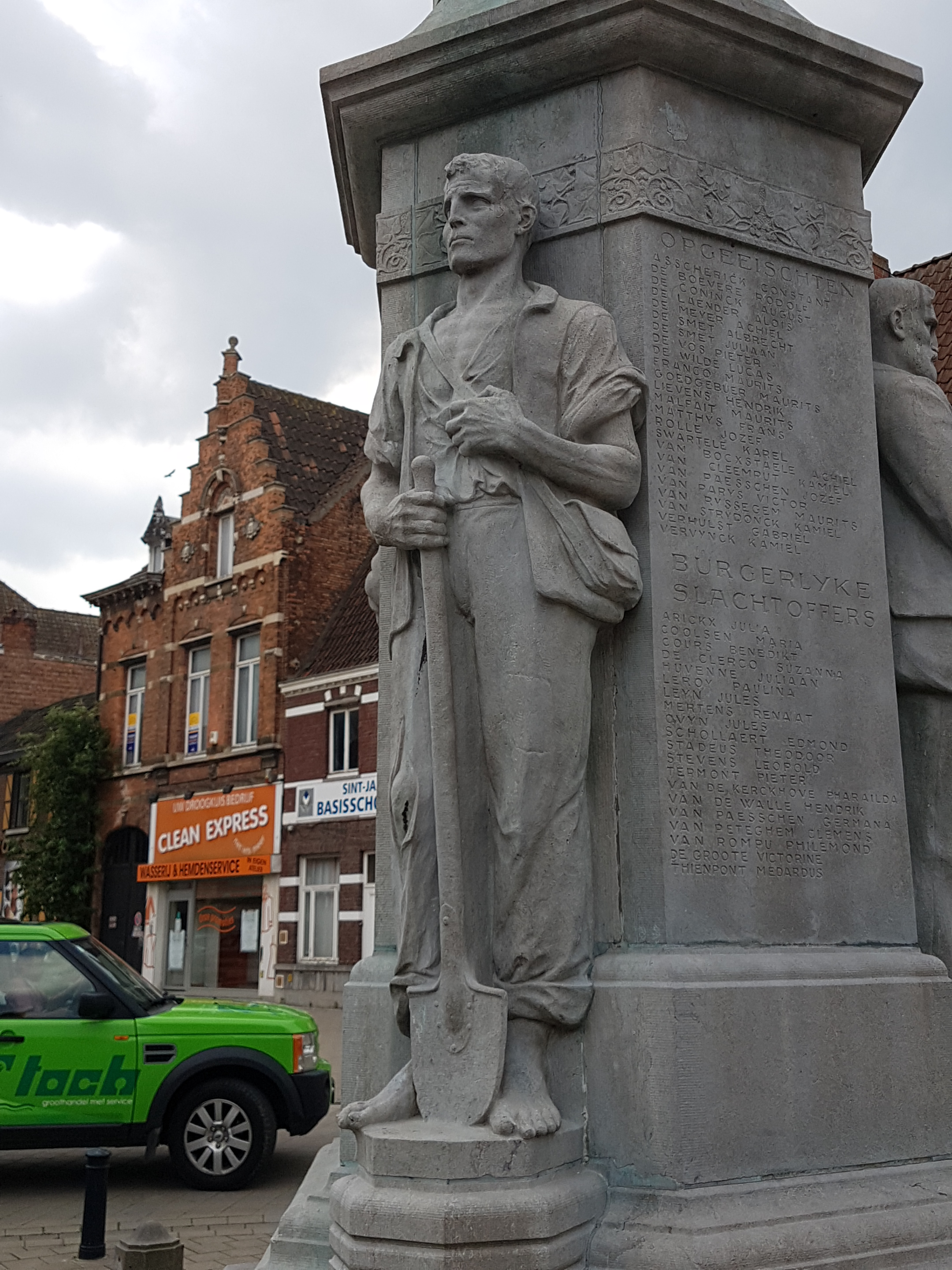
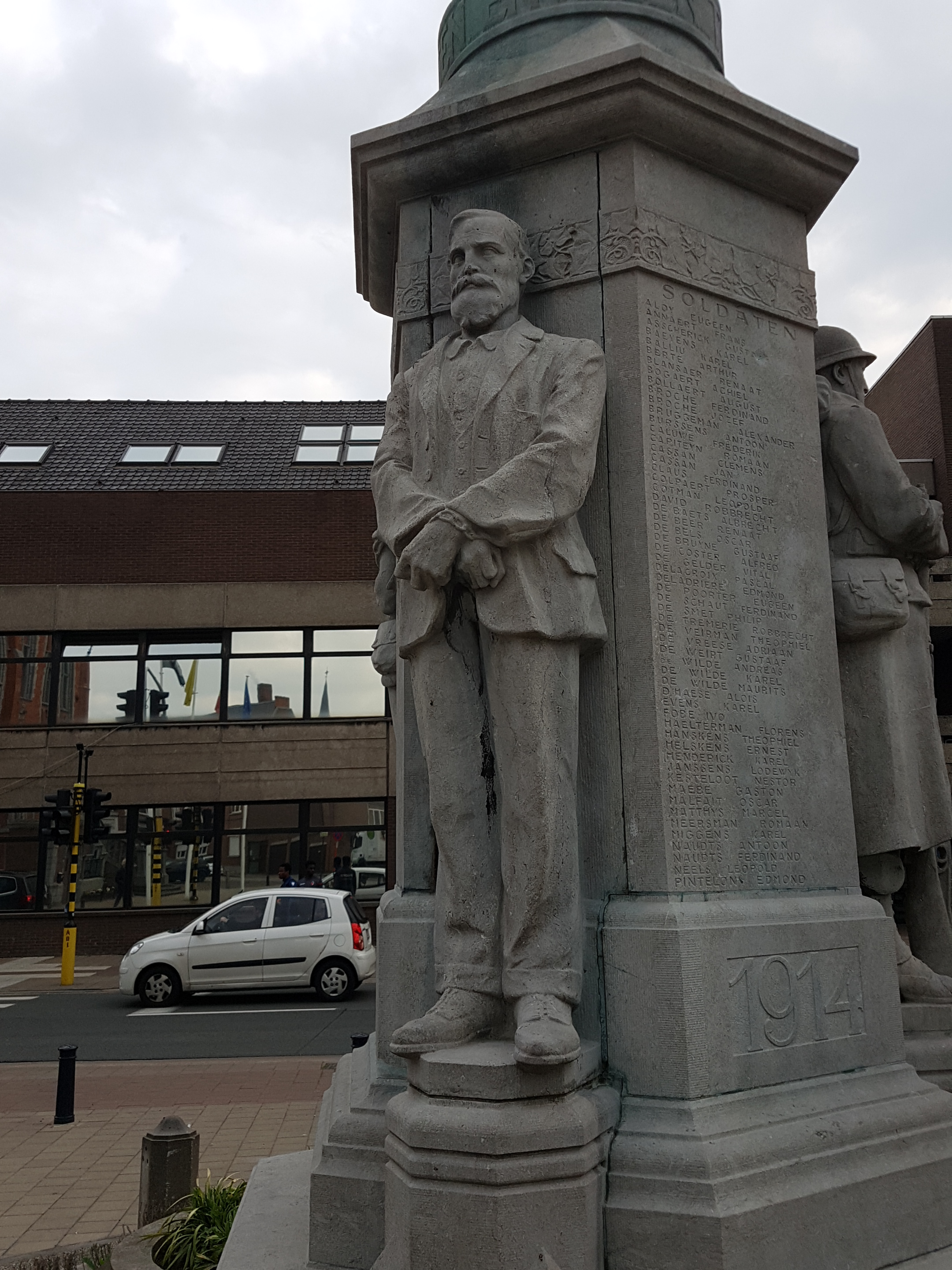
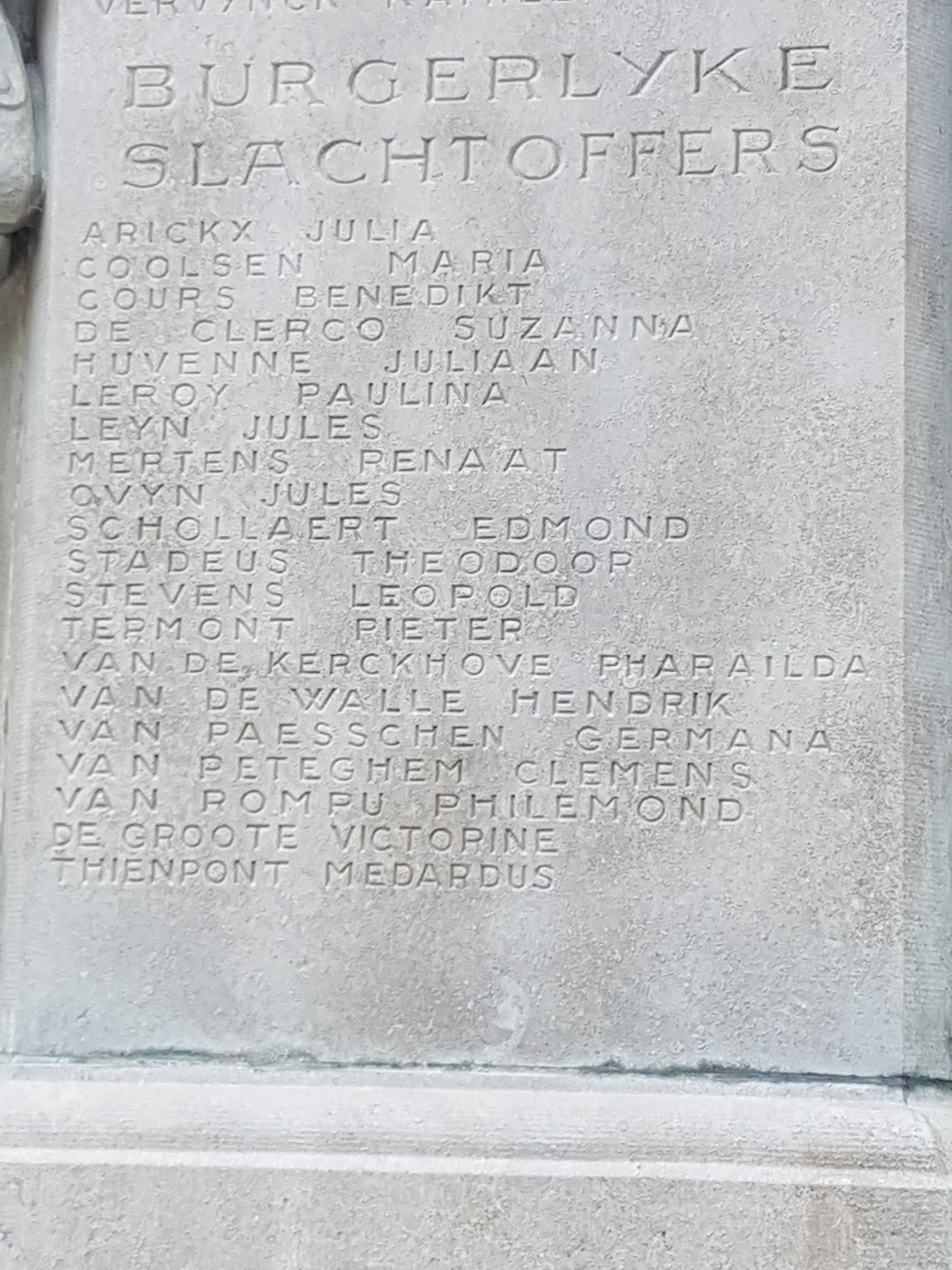